# Piazza Baccarini
Piazza Alfredo Baccarini è una piazza del centro storico di Grosseto.

## Descrizione
La piazza si apre poco a est di corso Carducci, a cui è unita dal breve tratto di via Cairoli e al cui imbocco si trova il campanile della chiesa di San Pietro, rimasto "isolato" in seguito all'edificazione di palazzo Cappelli e, soprattutto, del palazzo che ospita la Camera di commercio sul lato settentrionale, costruito nel 1954 in uno stile che contrasta sensibilmente con quelli delle altre architetture presenti.
Sul lato orientale ha inizio invece la strada Vinzaglio, che conduce in piazza Mensini, mentre sul lato nord-orientale la piazza si apre inoltrandosi nell'attigua piazza dell'Indipendenza. Su piazza Baccarini si affaccia il complesso architettonico dell'ex palazzo del Tribunale, che ospita il Museo archeologico e d'arte della Maremma congiuntamente al Museo d'arte sacra della diocesi di Grosseto.

## Storia
L'area su cui insiste la piazza era occupata in precedenza da un agglomerato di case e di orti risalente presumibilmente all'epoca medicea, nelle adiacenze del convento di Santa Chiara, documentato nella mappa di Odoardo Warren del 1749 e nal catasto leopoldino del 1823.
Nel 1876 ebbero inizio le procedure di esproprio degli orti per permettere l'ampliamento dei locali del tribunale che allora affacciava su strada Vinzaglio e la costruzione di una nuova piazza. I lavori si conclusero nel 1892 con l'intitolazione della piazza ad Alfredo Baccarini, ingegnere e politico, ingegnere capo del genio civile di Grosseto dal 1871 e direttore generale delle opere idrauliche dal 1873.

## Edifici e monumenti
Ex palazzo del Tribunale

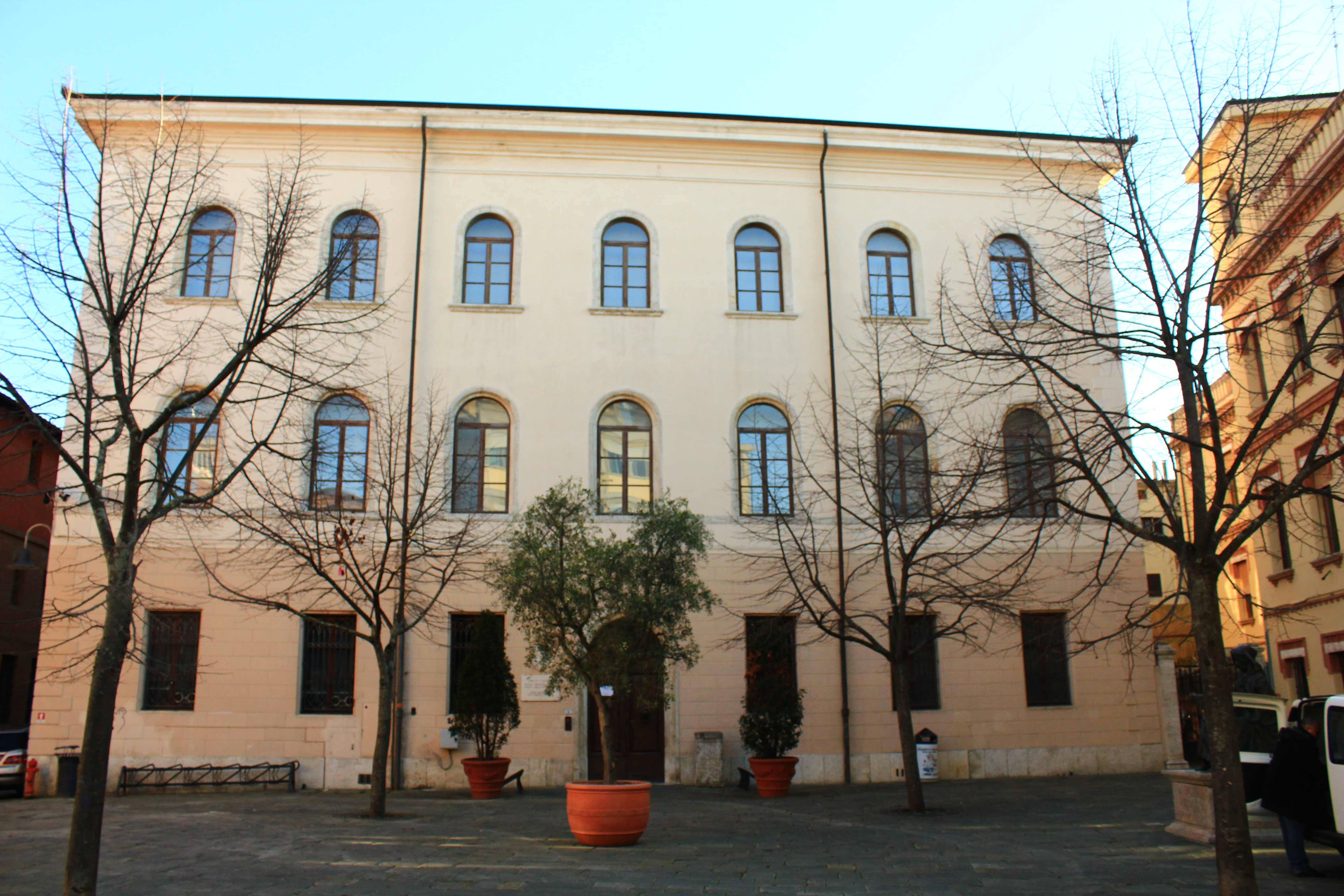
La facciata dell'ex palazzo del tribunale, sede del museo

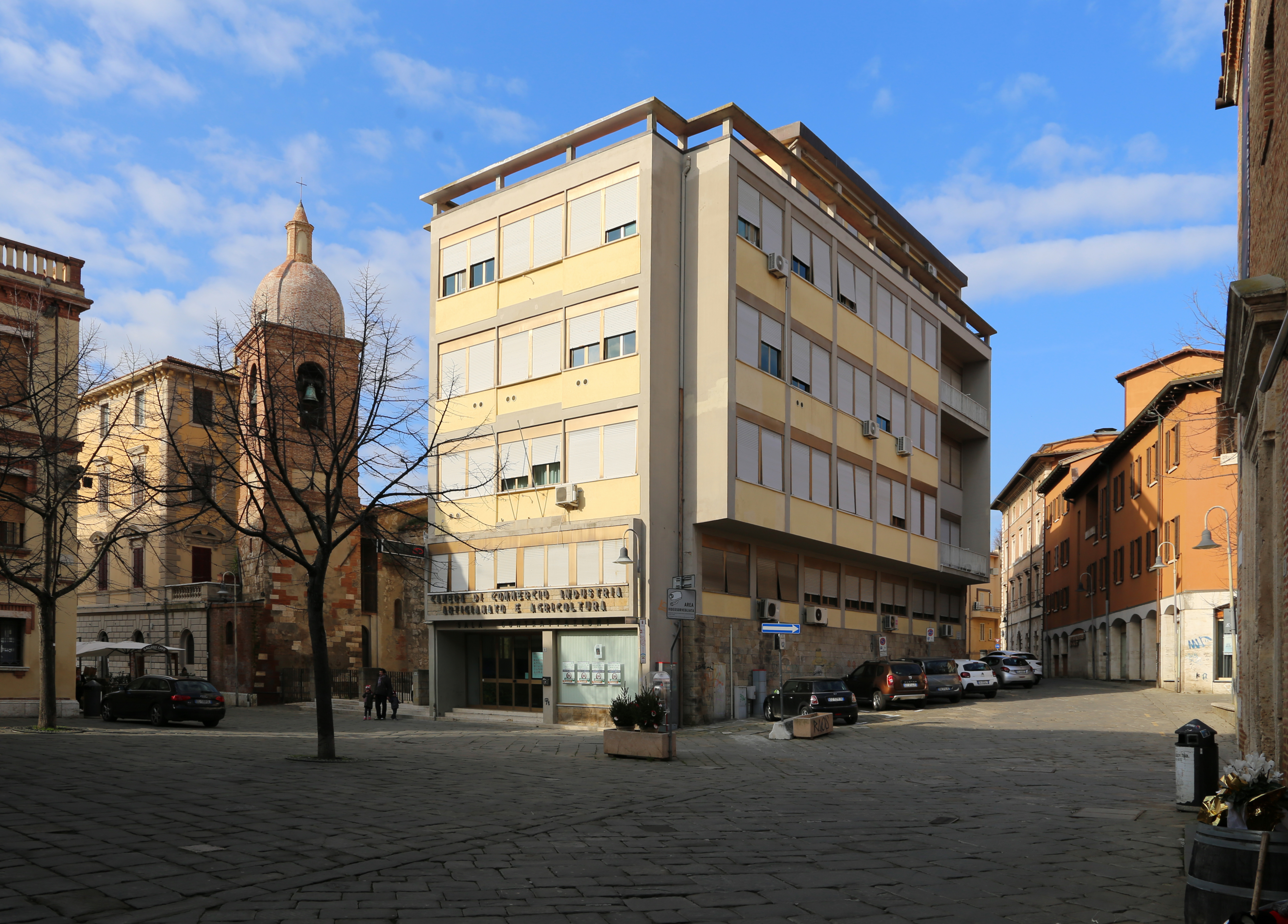
La sede della Camera di commercio e il campanile di San Pietro

L'ex palazzo del Tribunale è situato sul lato meridionale della piazza, e risale alla seconda metà del XIX secolo. Adibito a sede del Tribunale di Grosseto, è stato poi rimasto inutilizzato dopo il 1964, anno in cui è stato completato il moderno palazzo di giustizia di piazza Fabbrini. Ospita dal 1975 il Museo archeologico e d'arte della Maremma.
Chiesa dei Bigi
La chiesa dei Santi Gherardo e Ludovico, detta dei Bigi, è situata sul lato orientale della piazza, nel punto in cui ha inizio strada Vinzaglio. È stata costruita nel 1585 insieme all'annesso convento delle Clarisse. Sconsacrato agli inizi del XX secolo, è stato restaurato nel 2005; ospita dal 2019 una sezione del Museo collezione Gianfranco Luzzetti.
Monumento ad Andrea da Grosseto
Il monumento ad Andrea da Grosseto è posizionato di fronte al Museo archeologico e d'arte della Maremma. La scultura in bronzo è stata realizzata tra il 1973 e il 1974 dall'artista Arnaldo Mazzanti, in onore dello scrittore grossetano che volgarizzò nel 1268 i Trattati morali di Albertano da Brescia, fornendo uno dei primi esempi di prosa volgare italiana.
Palazzo della Camera di commercio
Il palazzo della Camera di commercio è situato sul lato orientale della piazza, dove si apre via Cairoli. Il palazzo è stato costruito nel 1954 a ridosso della chiesa di San Pietro, oscurandone il campanile. Questo fatto ha successivamente alzato diverse polemiche, tant'è che c'è in progetto il trasferimento della Camera di Commercio al di fuori del centro storico con conseguente abbassamento dell'edificio.
Palazzo del Provveditorato per le opere pubbliche
Il palazzo del Provveditorato per le opere pubbliche, o palazzo OOPP, è situato tra via Cairoli e il lato occidentale della piazza. L'edificio è stato realizzato tra il 1926 e il 1929 su progetto dell'ingegnere Corrado Costa, come ampliamento, nel lato posteriore, del palazzo del Genio Civile. Il palazzo si presenta come una palazzina decorata da motivi liberty, adiacente al palazzo Tognetti, grande esempio del liberty a Grosseto.